# Kelly Simm
Kelly Jay Simm est une gymnaste artistique britannique, née à Southampton le 23 avril 1995.

## Biographie
Kelly Simm est médaillée de bronze par équipes aux Championnats du monde de gymnastique artistique 2015 à Glasgow.

## Palmarès

### Championnats du monde
- Glasgow 2015
  -  médaille de bronze au concours général par équipes

### Jeux du Commonwealth
- Glasgow 2014
  -  médaille d'or au concours général par équipes